# Sanjar Fayziev
 Sanjar Fayziev  (nacido el 29 de julio de 1994) es un tenista profesional de Uzbekistán.

## Carrera
Su mejor ranking individual es el Nº 935 alcanzado el 19 de mayo de 2014, mientras que en dobles logró la posición 1805 el 19 de mayo de 2014.
No ha logrado hasta el momento títulos de la categoría ATP ni de la ATP Challenger Tour. Tampoco ha obtenido títulos Futures.

### Copa Davis
Desde el año 2014 es participante del Equipo de Copa Davis de Uzbekistán. Fue nominado para integrar su selección para la Copa Davis 2014 pero finalmente no disputó ningún encuentro.